# Lemone Lampley
Lemone Morrett Lampley (Chicago, 9 maggio 1964) è un ex cestista statunitense, professionista in Italia, Spagna e Grecia.

## Carriera
Ha giocato quattro anni alla DePaul University, Finita la carriera NCAA, dopo essere stato selezionato dai Seattle SuperSonics al secondo giro del Draft NBA 1986 (38ª scelta assoluta), è venuto in Europa dove ha giocato in Spagna, Italia e Grecia. Nei suoi anni nel vecchio continente ha vinto: nel 1990 la Coppa Korać e la Copa del Rey con la Joventut Badalona, nel 1995 la coppa di Grecia con il Paok Salonicco.

## Palmarès
- Coppa di Grecia: 1

PAOK Salonicco: 1994-95
- Copa Príncipe de Asturias: 1

Joventut Badalona: 1989
- Coppa Korać: 1

Joventut Badalona: 1989-90